# Microstylum nigrimystaceum
Microstylum nigrimystaceum là một loài ruồi trong họ Asilidae. Microstylum nigrimystaceum được Ricardo miêu tả năm 1925. Loài này phân bố ở vùng nhiệt đới châu Phi.